# WordPress
WordPress je središnji upravljački sustav i slobodni softver otvorenog koda poduprt PHP-om i MySQL-om. Pokrenuo ga je 27. svibnja 2003. Matt Mullenweg. Predstavlja najkorišteniji središnji upravljački sustav i jedno od najpopularnijih mrežnih mjesta za objavljivanje mrežnika i izradu mrežnih stranica.

## Značajke

### WordPress.org
Na ovoj web stranici možete preuzeti i instalirati skriptu nazvanu WordPress. Za to vam treba web host koji podržava minimalne zahtjeve i malo vremena. WordPress je potpuno podesiv i može se koristiti skoro za sve. Također postoji i servis nazvan WordPress.com koji vam omogućuje stvaranje novih i besplatnih WordPress baziranih blogova u par sekundi, ali razlikuje se u nekoliko stvari i manje je fleksibilan od WordPressa kojeg sami preuzmete i instalirate.

### Upotreba
WordPress je započeo samo kao blog sustav, ali je evoluirao u to da se može koristiti kao punokrvni content management system (sustav za upravljanje sadržajem) i puno više od toga koristeći tisuće dodataka, widgeta i tema.

## Razvoj
WordPress se može primjenjivati primjenom različitih metoda na hosting okruženju. Korisnici imaju mogućnost preuzeti trenutnu inačicu WordPress-a iz WordPress.org. WordPress može se instalirati preko paket sustava za upravljanje ili uvođenje ready-to-use "ključ u ruke" WordPress aparata, koji ne zahtijeva bilo koji priručnik ili postavljanje konfiguracije. WordPress se može instalirati preko Microsoft web platforme Installer koji se instalira na Windows i IIS. Web PI će automatski detektirati bilo koju nedostajuću zavisnost, kao što su PHP ili MySQL zatim instalira ih konfigurira prije instaliranja WordPress-a.
Napredni korisnici imaju mogućnost preuzimanja WordPress-a na njihov server i dosljedno ažuriranje korištenjem SVN. To će korisnicima omugućiti lako ažuriranje.
Besplatna hosting usluga kao što je WordPress.com nudi korisnicima jednostavan način za implementaciju WordPress bloga bez potrebe instaliranja WordPress-a na svoj server. Mnoge zajedničke web hosting usluge također nude automatiziranu WordPress instalaciju putem njihove nadzorne ploče.

## Povijest
WordPress je rođen iz želje za elegantnim, dobro arhitekturiranim osobnim izdavačkim sistemom izgrađenim na PHP-u i MySQL-u i licenciranim pod GPL-om. On je službeni nasljednik b2/cafelog. WordPress je novi softver, ali njegovi korijeni i razvoj sežu još iz 2001. On je zreo i stabilan proizvod. Nadamo se da fokusiranjem na korisnička iskustva i web standarde možemo kreirati alat drugačiji od bilo čega drugoga.

## WordPress inačica 5.0
Nakon nedavnog izdanja WordPressa 5.0, "Bebo" je ranije bio poznat kao Projekt Gutenberg. WordPress je napravio reviziju načina na koji zadani uređivač uređuje sadržaj unutar stranica i postova. Sada pomoću onoga što se naziva urednik koji se temelji na blokovima; dopušta korisnicima da modificiraju svoj prikazani sadržaj u mnogo više prilagođenom za korisnike od prethodnih iteracija. Blok je apstraktni izraz koji se koristi za opisivanje jedinica označivanja koje, sastavljene zajedno, oblikuju sadržaj ili izgled web stranice. Prethodni sadržaj koji je stvoren na WordPress stranicama naveden je pod onim što se naziva klasični blok.

## Dodatak klasičnog urednika
Dodatak klasičnog uređivača stvoren je kao rezultat korisničkih postavki i kao način da programeri web-lokacija održavaju prethodne dodatke koji su kompatibilni samo s programom WordPress 4.9.8 i daju programerima dodataka vrijeme da ažuriraju svoje dodatke i budu kompatibilni s izdanjem 5.0. Nakon instalacije dodatka Classic Editor vraća se "klasično" iskustvo uređivanja koje WordPress ima do izdanja WordPress 5.0. Dodatak klasičnog uređivača bit će podržan barem do 2022.